# اریک ابوآنی
اریک ابوآنی (به انگلیسی: Eriq Ebouaney) (زاده (زاده ۳ اکتبر ۱۹۶۷) بازیگر فرانسوی است.
از فیلم‌های معروف او می‌توان به بازی در فیلم ۳ روز برای کشتن، زن اغواگر، بومرنگ، رسوایی و داستان تولد اشاره کرد.